# Mohammed Dionne
Mohammed Dionne (Grossas, 22 de setembro de 1959 – Paris, 5 de abril de 2024) foi um político senegalês. Em julho de 2014, ele foi nomeado primeiro-ministro pelo presidente Macky Sall, permanecendo no cargo até 2019.

## Carreira política
Dionne trabalhou como engenheira de computação especializada em economia aplicada, trabalhou em um banco da África Ocidental e como chefe do Escritório Econômico na Embaixada do Senegalês na França. Ele foi Diretor do Gabinete do Primeiro-Ministro Macky Sall de 2005 a 2007, e quando Sall se mudou para o cargo de Presidente da Assembleia Nacional em 2007-2008, Dionne continuou trabalhando sob Sall na mesma função. Em março de 2014, ele foi nomeado para coordenar o Plan Sénégal Emergent (PSE), um plano de desenvolvimento econômico e social para tornar o país uma economia emergente até 2035. Tornou-se primeiro-ministro em julho de 2014. Durante o seu mandato como primeiro-ministro, continuou a estar envolvido na implementação do PSE.
Dionne encabeçou a lista de candidatos nacionais de Benno Bokk Yaakaar, a coalizão que apoia o presidente Sall, nas eleições parlamentares de julho de 2017. Após a vitória de Benno Bokk Yaakaar, o presidente Sall renomeou Dionne como primeira-ministra em 6 de setembro de 2017. Após a abolição do cargo de primeiro-ministro em maio de 2019, tornou-se secretário-geral da Presidência do Senegal, de 6 de abril de 2019 a 28 de outubro de 2020.

## Morte
Dionne morreu em 5 de abril de 2024 aos 64 anos vítima de complicações de uma doença em Paris.